# Dealul Lărguța
Dealul Lărguţa är en kulle i Moldavien. Den ligger i distriktet Cantemir, i den södra delen av landet. Toppen på Dealul Lărguţa är 228 meter över havet.
Terrängen runt Dealul Lărguţa är platt åt nordväst, men åt sydost är den kuperad. Trakten runt Dealul Lărguţa består till största delen av jordbruksmark. På östra sidan finns en skog.